# Музика Люксембургу
Люксембург є невеликою європейською країною, яка раніше входила до складу Нижніх земель. Музика цієї країни випробувала сильний вплив німецької культури. У Люксембурзі є Національна асоціація музики (LGDA), власні консерваторія, оркестр, філармонія і національне радіо. Проводяться музичні фестивалі в Ехтернаху (Музичний фестиваль в Ехтернахе) і фестиваль Рок на Кнудлере.
Гімн Люксембургу («Ons Hémécht») є національним гімном з 1895 року. Він був написаний Мішелем Ленцом (слова) і Жан-Антоні Зінненом (музика).
Чотири рази Люксембург приймав конкурс Євробачення — в 1962, 1966, 1973 і 1984 роках.